# Serra Branca de Minas
Serra Branca de Minas é um distrito do município brasileiro de Porteirinha, no interior do estado de Minas Gerais. Segundo o censo demográfico de 2022, realizado pelo Instituto Brasileiro de Geografia e Estatística (IBGE), sua população era de 3 733 habitantes e havia 1 373 domicílios particulares permanentes ocupados. Possui área de 206,80 km² conforme a Fundação João Pinheiro (FJP). Foi criado pela lei nº 1.108 de 6 de março de 1998.
De acordo com o IBGE, em 2010 a população era de 7 478 habitantes e havia 2 780 domicílios particulares.